# Peder Bachmann
Peder Bachmann (1715 i Fobislet [Fovslet], Ødis Sogn – juni 1769) var en dansk godsejer, overførster og jægermester, far til Hans Bachmann.
Han var søn af kongelig vildtmester og overførster Hans (Nielsen?) Bachmann til Sønderskov (1674-1745, enkemann etter Anna Elisabeth Jantzen (1694 Drenderupgård-1710), som han hadde blitt gift med i 1709, og anden hustru (gift i 1714) Christina (Kristine) Margrethe Clausen (1686-1746), enke efter amtsforvalter i Nordborg, Peter Paulsen. Fra 1766 ejede han Vellinggård. Han var jægermester på Brantlund i Skærup og blev udnævnt til jægermester og overførster. 1738 blev Peder Bachmann adjungeret sin fader mod en betaling af 3000 rigsdaler.
Han ble i 1745 gift med Kristiane Benedikte (Christiane Benedicte) Kruse (27. juli 1725 i Vejle - 8. oktober 1755 på Vellinggård), datter av Frederik Kruse, kanselliråd, reg.kvartermester, og (gift i 1719) Mette Maria Moldrup (1698-), som døde i 1778 som priorinne for Estvadgård kloster.